# Yorosso (krets)
Cercle de Yorosso är en krets i Mali.   Den ligger i regionen Sikasso, i den södra delen av landet, 400 km öster om huvudstaden Bamako. Antalet invånare är 211 508. Arean är 5 500 kvadratkilometer.
Terrängen i Cercle de Yorosso är huvudsakligen platt, men åt sydost är den kuperad.